# Winfried Rief

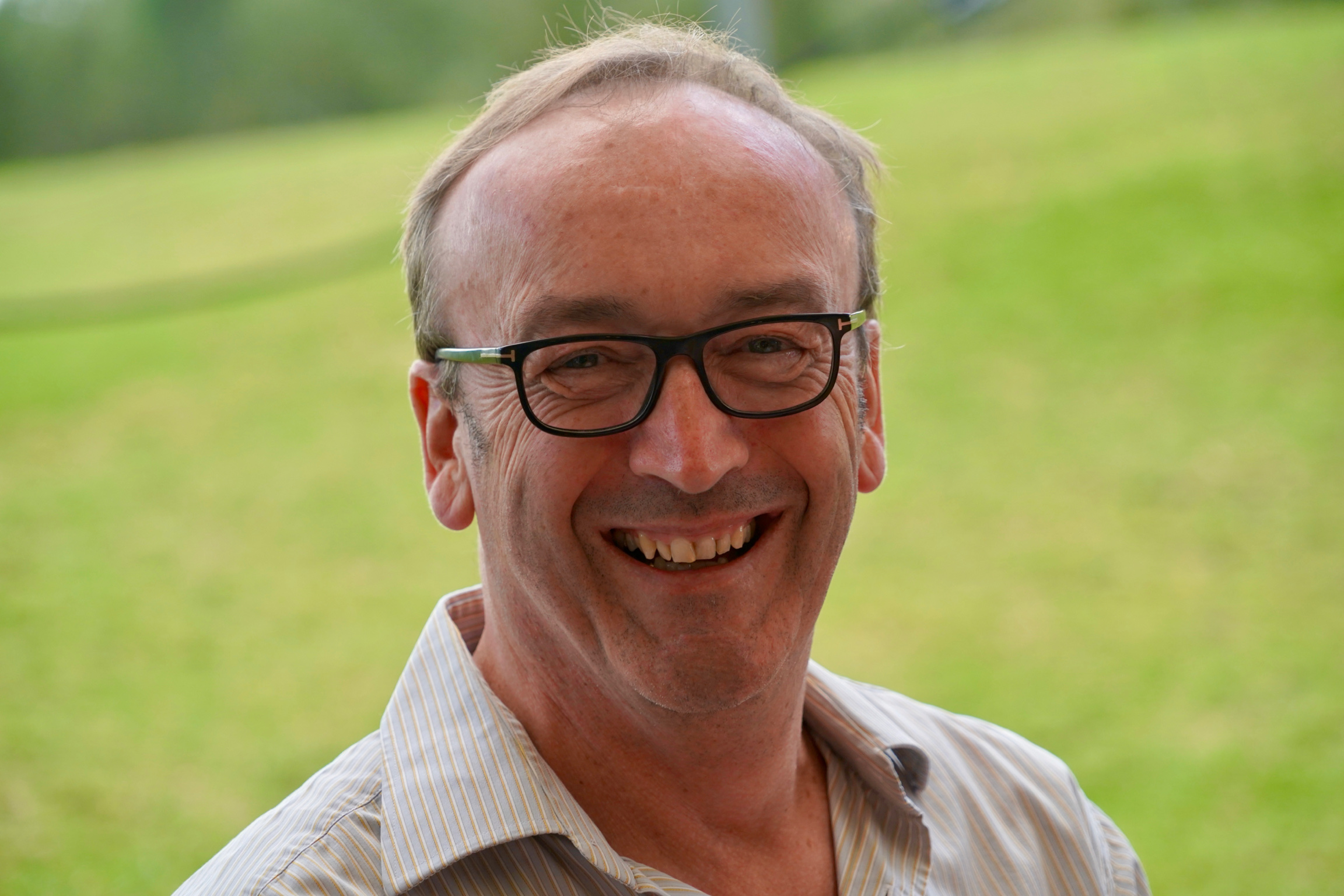
Winfried Rief, vor 2020

Winfried Rief (* 12. Mai 1959) ist ein deutscher Psychologe. Seit 2000 ist er Professor für Klinische Psychologie und Psychotherapie an der Philipps-Universität Marburg. Er etablierte dort die Hochschulambulanz für Psychotherapie (Psychotherapie-Ambulanz Marburg, PAM), das Institut für Psychotherapie-Ausbildung Marburg (IPAM) und leitet die Abteilung für Klinische Psychologie und Psychotherapie.

## Leben
Rief studierte Psychologie an der Universität Trier (1979–1984). Danach war er zunächst an der Forschungsstation der Universität Konstanz am psychiatrischen Landeskrankenhaus Reichenau tätig, wo er 1987 zum Thema „Informationsverarbeitung bei Schizophrenen“ promoviert wurde. Seine Habilitation erlangte er 1994 an der Universität Salzburg zum Thema „Somatoforme Störungen und Hypochondrie“. Es folgten klinische Tätigkeiten am Psychiatrischen Krankenhaus Rottweil (1986–1987) sowie an der Medizinisch-Psychosomatischen Klinik Roseneck (Prien am Chiemsee), wo er ab 1989 als leitender Psychologe tätig war. Rief nahm im Jahr 2000 einen Ruf auf eine Professur für Klinische Psychologie und Psychotherapie an die Universität Marburg an. In den nächsten Jahren folgten Gastprofessuren an der Harvard Medical School in Boston (2004–2005), der University of California in San Diego (2009/2010), sowie der University of Auckland in Neuseeland (2002).
Rief ist Mitglied der Kommission „Psychologie und Psychotherapieausbildung“ der Deutschen Gesellschaft für Psychologie (DGPs) und war ihr Sprecher, insbesondere während der Vorbereitungszeit zum 2. PsychThG 2010–2020. Er war zudem einige Jahre Präsident der deutschen Deutsche Gesellschaft für Verhaltensmedizin und Verhaltensmodifikation (2001–2005) und Mitglied in der Expertenkommission der American Psychiatric Association (APA) und Weltgesundheitsorganisation (WHO) „Somatic Presentations of Mental Disorders“ zur Vorbereitung von DSM-5 (Peking, 2006). Darüber hinaus war er Sprecher der DFG-Forschergruppe zu Placebo- und Nocebo-Mechanismen (2010–2019), DFG-Fachkollegiat (2012–2020), Mitglied der DFG-Kommission „Klinische Studien“ sowie Co-Chair der ICD-11 Working Group „Classification of Chronic Pain“ der WHO, die für die ICD-11 der WHO eine neue Schmerzklassifikation erarbeitete (seit 2013). Er ist Editor in Chief der Zeitschrift „Clinical Psychology in Europe“ und Board member der European Association of Clinical Psychology and Psychological Treatment EACLIPT. Rief wurde 2014 zum „Distinguished International Affiliate, APA Division Health Psychology“ ernannt und erhielt eine Auszeichnung zum „Distinguished Scientist“ von der International Society of Behavioral Medicine 2014.
2020 wurde Rief zum Ehrenmitglied der DGPs ernannt. 2021 erhielt er die Auszeichnung der European Association of Psychosomatic Medicine EAPM, den Alison Creed Award. Seit 2022 wird Rief als „Highly Cited Researcher“ geführt, eine Auszeichnung der Top-1% Wissenschaftlerinnen und Wissenschaftlern eines Gebiets.

## Werk
Das wissenschaftliche Werk von Rief fokussierte über viele Jahre auf die Untersuchung psychologischer Faktoren bei der Entstehung, Aufrechterhaltung und Bewältigung körperlicher Beschwerden. Er forscht zu „somatoformen Störungen“. Zusammen mit Hiller (Mainz) entwickelte er das Fragebogenverfahren SOMS (Screening für somatoforme Störungen). Als nominiertes Mitglied der Initial-Gruppe zur Neuformulierung des Konzeptes der somatoformen Störungen in DSM-5 wirkte er anfangs an diesem Prozess mit, kritisierte jedoch später das 2014 vorgestellte Konzept der „somatischen Belastungsstörungen“ in DSM-5 auch deutlich.
Im Jahr 2009 wurde in der deutschen Fassung von ICD-10 die neue Diagnose F45.41 „Chronische Schmerzen mit somatischen und psychischen Faktoren“ eingeführt. Diese Einführung ging auf eine von Rief geleitete Arbeitsgruppe zurück. Als Co-Chair zusammen mit R.-D. Treede leitete er auch die Arbeitsgruppe zur Klassifikation chronischer Schmerzen in ICD-11. Der Klassifikationsvorschlag dieser Arbeitsgruppe für chronische Schmerzen wurde von der World Health Assembly 2019 in den Entwurf für ICD-11 offiziell aufgenommen.
Seit 2004 weitete Rief seinen Forschungsschwerpunkt auf das Thema „Placebo- und Nocebo-Mechanismen bei medizinischen Interventionen“ aus und leitete von 2010 bis 2019 eine entsprechende überregionale DFG-Forschergruppe (DFG 1328). Er konnte belegen, dass die Erwartungen der Patienten wesentlich zum Behandlungserfolg beitrugen, selbst bei sehr invasiven medizinischen Eingriffen (wie herzchirurgische Operationen), und eine Modifikation dieser Patientenerwartungen den Behandlungserfolg solcher Maßnahmen steigert. Aber auch für die Entstehung von Nebenwirkungen sind Patientenerwartungen wesentlich. Ein besonderer Schwerpunkt besteht bei Erwartungseffekten bei Depressionen.
Seit dem 1. Januar 2024 leitet Rief das von ihm eingeworbene LOEWE-Zentrum DYNAMICS. Die hessische Landesregierung unterstützt hier mit vorerst 15 Mio. EUR die Kooperation verschiedener Universitäten (Marburg, Frankfurt, Gießen, TU Darmstadt) und außeruniversitären Zentren (DIPF; ESI), um über dynamische Netzwerkmodelle ein neues Verständnis für psychische Erkrankungen zu erarbeiten.
Berufspolitisch setzte sich Rief seit 2011 als Sprecher der Kommission „Psychologie und Psychotherapieausbildung“, die im Auftrag der Deutschen Gesellschaft für Psychologie (DGPs) sowie des Fakultätentags Psychologie tätig ist, für eine Revision des Psychotherapeutengesetzes zur Angleichung an die Aus- und Weiterbildungsstruktur medizinischer Heilberufe ein. Das Gesetz wurde im September 2019 vom Deutschen Bundestag verabschiedet (PsychThGAusbRefG). Außerdem engagiert er sich seit ca. 2005 für die Nachwuchsförderung innerhalb der Klinischen Psychologie. Er entwickelte das „Marburger Modell“ zur Kombination von Promotionsphase und klinischer Ausbildung in Psychotherapie.
Als Editor in Chief lancierte er die Zeitschrift Clinical Psychology in Europe.

## Veröffentlichungen (Auswahl)
Monografien
- mit W. Hiller: Das Screening für somatoforme Störungen SOMS. Manual zum Fragebogen. 2. Auflage. Huber-Verlag, Bern 2008.
- mit Niels Birbaumer (Hrsg.): Biofeedback. Grundlagen, Indikation, Kommunikation und praktisches Vorgehen in der Therapie. 3. Auflage. Schattauer-Verlag, Stuttgart 2010, ISBN 978-3-7945-2748-9.
- mit Peter Henningsen (Hrsg.): Psychosomatik und Verhaltensmedizin. Schattauer-Verlag, Stuttgart 2015, ISBN 978-3-608-43045-5.

Zeitschriftenbeiträge
- Winfried Rief, Jerry Avorn, Arthur J. Barsky: Medication-Attributed Adverse Effects in Placebo Groups. In: Archives of internal medicine. Band 166, Nr. 2, 2006, S. 155–155, doi:10.1001/archinte.166.2.155, PMID 16432082.
- Winfried Rief, Elizabeth Broadbent: Explaining medically unexplained symptoms-models and mechanisms. In: Clinical Psychology Review. Band 27, Nr. 7, 2007, S. 821–841, doi:10.1016/j.cpr.2007.07.005, PMID 17716793.
- Ulrike Bingel et al.: Avoiding Nocebo Effects to Optimize Treatment Outcome. In: JAMA. Band 312, Nr. 7, 2014, S. 693–693, doi:10.1001/jama.2014.8342, PMID 25003609.
- Keith J. Petrie, Winfried Rief: Psychobiological Mechanisms of Placebo and Nocebo Effects: Pathways to Improve Treatments and Reduce Side Effects. In: Annual Review of Psychology. Band 70, Nr. 1, 2019, S. 599–625, doi:10.1146/annurev-psych-010418-102907, PMID 30110575.
- Paul Enck et al.: The placebo response in medicine: minimize, maximize or personalize? In: Nature Reviews Drug Discovery. Band 12, Nr. 3, 2013, S. 191–204, doi:10.1038/nrd3923, PMID 23449306.
- Winfried Rief, Alexandra Martin: How to Use the New DSM-5 Somatic Symptom Disorder Diagnosis in Research and Practice: A Critical Evaluation and a Proposal for Modifications. In: Annual Review of Clinical Psychology. Band 10, Nr. 1, 2014, S. 339–367, doi:10.1146/annurev-clinpsy-032813-153745, PMID 24387234.
- Manfred Schedlowski et al.: Neuro-Bio-Behavioral Mechanisms of Placebo and Nocebo Responses: Implications for Clinical Trials and Clinical Practice. In: Pharmacological Reviews. Band 67, Nr. 3, 2015, S. 697–730, doi:10.1124/pr.114.009423, PMID 26126649.
- R.‐D. Treede et al.: A classification of chronic pain for ICD-11. In: None. Band 156, Nr. 6, 2015, S. 1003–1007, doi:10.1097/j.pain.0000000000000160, PMID 25844555, PMC 4450869 (freier Volltext).
- Winfried Rief et al.: Rethinking psychopharmacotherapy: The role of treatment context and brain plasticity in antidepressant and antipsychotic interventions. In: Neuroscience & Biobehavioral Reviews. Band 60, 2016, S. 51–64, doi:10.1016/j.neubiorev.2015.11.008, PMID 26616735.
- Winfried Rief et al.: Using expectation violation models to improve the outcome of psychological treatments. In: Clinical Psychology Review. Band 98, 2022, S. 102212–102212, doi:10.1016/j.cpr.2022.102212, PMID 36371900.